# Potamia diprealar
Potamia diprealar är en tvåvingeart som beskrevs av Fan och Kong 1991. Potamia diprealar ingår i släktet Potamia och familjen husflugor.
Artens utbredningsområde är Shandong (Kina). Inga underarter finns listade i Catalogue of Life.